# Matti Aikio
Matti Aikio vlastním jménem Mathis Isaksen (18. června 1872 Karasjok – 25. července 1929 Oslo) byl první sámský básník Norska.

## Život
Matti Aikio se narodil jako syn učitele. Studoval pedagogii v Trondheimu. Vyučoval v letech 1896 až 1906 ve Finnmarce a jižním Norsku.
Teprve roku 1890, v osmnácti letech se Aikio naučil norsky. V tomto jazyce psal své romány a dramata. Popsal v nich život sámské menšiny a její boj za kulturní nezávislost. Aikiovo dílo nicméně není omezeno na sámská témata, psal i prózu s prostředím čistě norským.

## Literární dílo
- Bygden pae elvenesset (1929)
- Ginunga-gap (1907)
- Hyrdernes kapel (1918)
- I Dyreskind (1906)
- Under blinfyret (1918)

## Překlady do češtiny
- Kaave, poslední čaroděj z Finnmarky – Ande Oula zvaný Tichý. In Sámové: Jazyk, literatura a společnost. Ed. Vendula Hingarová, Alexandra Hubáčková a Michal Kovář. Pavel Mervart, Praha 2010, s. 235–245. Přel. Zuzana Jiříčková. ISBN 978-80-86818-99-3